# Suchota (rejon złoczowski)
Suchota (ukr. Сухота) – wieś na Ukrainie w rejonie złoczowskim obwodu lwowskiego.

## Historia
Dawniej część Boratyna.
Do 2020 w rejonie brodzkim. 